# 2021년 롯데 자이언츠 시즌
2021년 롯데 자이언츠 시즌은 롯데 자이언츠가 KBO 리그에 참가한 40번째 시즌이다. 허문회 감독이 팀을 이끈 2번째 시즌이었으나, 팀 운영 방식에 대한 프런트와 이견으로 충돌을 일으키는 일이 잦았던 점 - 인터뷰 중 실언 - 의문점을 자아내는 경기 운용 등 여러 가지 이유 때문에 비난을 받아온 데다  30경기에서 12승 18패의 성적을 기록하여 중도 경질되고 2군 감독을 맡던 래리 서튼이 정식 감독으로 임명되었다. 전준우가 주장을 맡은 팀은 후반기 선전에도 불구하고 전반기의 부진으로 인해 10팀 중 8위에 그쳐 포스트시즌 진출에 실패했는데 2015년부터 2019년까지 에이스 노릇을 한 레일리 이후 이렇다할 좌완 선발투수 공백에 시달린 것이 컸으며  이외에도 강민호의 삼성 이적 후 쓸만한 주전 포수 부재를 극복하지 못했다.

## 타이틀
- 도쿄 올림픽 국가대표: 박세웅, 김진욱
- U-23 야구 월드컵 국가대표: 정보근
- 성구회 헌액: 손아섭
- 일구상 신인상: 최준용
- 조아제약 프로야구대상 조아바이톤상: 박세웅
- 한은회 최고의 신인상: 최준용
- 웰컴톱랭킹 8월 투수 1위: 박세웅
- 한국갤럽 선정 가장 좋아하는 한국인 야구선수: 이대호 (3위), 손아섭 (10위)
- 동국대학교 스포츠매거진 다르마 선정 동국대 올스타: 가득염 (구원투수)
- 컴투스 프로야구 레전드 카드: 마해영
- 출장(타자): 전준우 (144)
- 안타: 전준우 (192)
- 2루타: 전준우 (46)
- 완봉: 박세웅 (1)
- 멀티히트: 손아섭 (58)
- 득점권타율: 전준우 (0.416)

### 퓨처스리그
- 퓨처스리그 플레이어스 초이스 투수상: 김창훈
- 퓨처스리그 플레이어스 초이스 야수상: 장두성
- 출장(타자): 이주찬 (87)
- 2루타: 이주찬 (19)
- 도루: 장두성 (37)
- 출루율: 김주현 (0.492)

## 선수단
- 선발투수: 박세웅, 스트레일리, 프랑코, 이승헌, 노경은
- 구원투수: 최준용, 구승민, 김진욱, 최설우, 김도규, 진명호, 김대우, 박선우, 나균안, 김건국, 홍민기, 정우준, 박재민, 나원탁, 김동우, 정성종, 이강준, 강윤구, 오현택, 한승혁, 김유영, 김창훈, 송재영, 서준원, 박진형
- 마무리투수: 김원중, 이인복, 윤성빈, 강동호
- 포수: 안중열, 지시완, 김준태, 손성빈, 정보근, 강태율
- 1루수: 정훈, 이호연, 오윤석, 나승엽
- 2루수: 안치홍, 김민수, 최종은, 이주찬
- 유격수: 마차도, 배성근
- 3루수: 한동희
- 좌익수: 전준우, 최민재
- 중견수: 추재현, 김재유, 강로한, 장두성, 신윤후, 민병헌
- 우익수: 손아섭
- 지명타자: 이대호, 김주현, 이병규

## 특이 사항
- 포수 강태율은 4월 22일 두산 베어스와의 경기에 투수로 등판하여 KBO 리그 역대 최초로 투수로 등판한 포수가 되었다.
- 정성종은 전반기 스트라이크 비율 100%로 KBO 리그 단일 시즌 전반기 최고 기록을 세웠다.
- 김원중은 후반기 22세이브로 KBO 리그 단일 시즌 후반기 최다 기록을 세웠다.
- 정우준은 후반기 스트라이크 비율 100%, 스트라이크 중 타격 허용 비율 100%로 2013년 이후 KBO 리그 단일 시즌 후반기 최고 기록을 세웠다.
- 박세웅은 총 17개의 폭투를 범해 최다 폭투 허용 투수가 되었으나 선발로만 10승을 기록하여 2006년 이상목 이후[4] 부산-경남 지역 고등학교 출신이 아닌 롯데 소속 두자릿수 선발승 투수로 등록됐다.
- 스트레일리는 10월 17일 SSG전에서 6이닝 퍼펙트를 기록하며 역대 최초 6이닝 이하 무피안타+두 자릿수 탈삼진을 달성했으나, 2021시즌 총 12패로 리그 최다패 투수가 되었다. 또한 퀄리티 스타트+ 달성률 3.2%에 그쳐 2013년 이후 KBO 리그에서 규정 이닝을 채운 투수 중 최저 기록을 세웠다.
- 프랑코는 97실점 90자책 20사구로 리그 최다 실점&자책&사구를 기록했으며 규정이닝을 채운 투수 중 ERA, FIP, WHIP, ERA+, FIP+ 최하위에 머물렀다.
- 전준우는 144경기(전 경기) 출장을 달성했으며, 192안타, 46 2루타로 시즌 최다 안타, 2루타 1위를 기록했다.
- 손아섭은 KBO 역대 5번째 9년 연속 200루타를 기록했다.
- 10월 23일 한화 이글스와의 경기가 15대 15로 끝나, KBO 리그 사상 최다 득점 무승부 경기로 기록되었다.
- 손아섭은 1루 주자일 때 2루타 시 득점에 총 12회 성공하여 2013년 이후 단일 시즌 최다 기록을 세웠다.
- 정훈은 총 13번 주루사를 당해 2013년 이후 단일 시즌 최다 기록을 세웠다.
- 이대호는 추가 진루 18회로 2013년 이후 규정 타석 충족 타자 중 최소 기록을 세웠다.
- 전준우는 좌중간 안타 44개로 2013년 이후 단일 시즌 최다 기록을 세웠다.
- 이대호는 커터 타율 1.000, 커터 장타율 4.000으로 2013년 이후 규정 타석 충족 타자 중 단일 시즌 최고 기록을 세웠다.
- 정훈은 수비율 99.9%로 2013년 이후 KBO 리그에서 단일 시즌 최고 수비율을 기록한 내야수가 되었다.
- 이 시즌 롯데 자이언츠에서는 강태율, 배성근, 김민수, 오윤석, 추재현까지 무려 5명의 야수가 투수로 등판한 적이 있다. 이들은 모두 무실점 피칭을 했으며, 강태율을 제외한 4명은 투수 WAR 양수를 기록했다. 특히 배성근은 2이닝 무실점으로 KBO 리그 역대 투수로 등판한 야수 중 최다 이닝 무실점을 기록했다.
- 이병규는 이 시즌을 끝으로 은퇴하여 KBO 리그 통산 3000타석 미만 타자 중 통산 최다 볼넷(398)으로 은퇴한 타자가 되었다.
- 손아섭은 이 시즌을 끝으로 NC 다이노스로 이적하여 롯데 자이언츠 사상 통산 최고 WAR(51.69) 기록을 세웠다.
- 한승혁은 이 시즌을 끝으로 은퇴하여 KBO 리그 사상 월요일 경기 통산 최고 피OPS(2.750) 기록을 세웠다.
- 이 시즌은 KBO 리그 사상 25번째로 규정 이닝 충족 투수 전원이 양수 WAR을 기록한 시즌이다. 이 중 가장 WAR이 낮았던 프랑코는 WAR 2.11을 기록했다.
- 2022 신인드래프트에서 용인시 빠따형 독립야구단 소속이었던 김서진을 영입했다. 이로써 김서진은 용인시 빠따형 독립야구단 출신 선수 중 최초로 KBO 리그 구단에 입단한 선수가 되었다.